# Barry Nelson
Barry Nelson, geboren als Robert Haakon Nielsen (San Francisco, 16 april 1917 — Bucks County, 7 april 2007) was een Amerikaans acteur die als eerste gestalte gaf aan Ian Flemings geheim agent James Bond in de televisiefilm Casino Royale.

## Levensloop
Nelson begon zijn carrière op vijftienjarige leeftijd met het spelen van een tachtigjarige man. Nadat hij in 1941 was afgestudeerd aan de Universiteit van Berkeley kreeg hij een contract van Metro-Goldwyn-Mayer Studio's.
Nelson was tweemaal getrouwd. Na zijn huwelijk met toneelspeelster Teresa Celli (trouwdag 19 februari 1951), trouwde hij met Nansilee Hoy (trouwdag 12 november 1992), met wie hij tot zijn dood samenleefde en tussen zijn woning en in New York en Frankrijk pendelde. Nelson bezocht regelmatig bijeenkomsten over de Amerikaanse Burgeroorlog.
Hij speelde in 1954 als eerste Amerikaan James Bond in een televisieserie van Climax, gebaseerd op het boek Casino Royale van Ian Fleming. Hij liep hiermee acht jaar vooruit op Sean Connery in Dr. No. Nelson speelde James Bond als een Amerikaan.
Hij speelde ook tegenover Dean Martin en Burt Lancaster in de film Airport.

## Filmografie (selectie)
- Shadow of the Thin Man (1941) (MGM) ... Paul Clark
- Johnny Eager (1942) (MGM) ... Lew Rankin
- Dr. Kildare's Victory (MGM) (1942) ... Samuel Z. Cutter
- The Human Comedy (1943) (MGM) ... Fat, first soldier
- Bataan (1943) (MGM) ... F.X. Matowski
- A Guy Named Joe (1943) (MGM) ... Dick Rumney
- Tenth Avenue Angel (1948) (MGM) ... Al Parker
- The Man with My Face (1951) (United Artists) ... Charles "Chick" Graham/Albert "Bert" Rand
- Casino Royale (1954) ... Jimmy Bond
- Hudson's Bay (1959) ... Jonathan Banner (televisieserie)
- Airport (1970) (Universal) ... Capt. Anson Harris
- Pete 'n' Tillie (1972) (Universal) ... Burt
- The Shining (1980) (Warner Bros.) ... Stuart Ullman